# T・ムトゥラージ
T・ムトゥラージ（T. Muthuraj、1969年7月29日 - ）は、インドのプロダクションデザイナー。これまでに長編映画43本、テレビコマーシャル185本を手掛けた。

## 生い立ち
コーヤンブットゥール出身。1991年にチェンナイ国立芸術大学を卒業する。

## キャリア
大学で芸術の学位を取得後に映画業界に進み、サーブ・シリルのアシスタントを務めた。彼の元で経験を積んだ後にプロダクションデザイナーに転身し、様々な言語映画に参加して批評家から高い評価を得るようになった。ムトゥラージの最大のヒット作となったのは1997年にラジーヴ・アンチャルが監督したマラヤーラム語映画『Guru』であり、彼は同作でケララ州映画賞 美術監督賞を受賞した。その後も『Athbhutha Dweepu』『Angadi Theru』『Kerala Varma Pazhassi Raja』『Irumbukkottai Murattu Singam』『Avan Ivan』などのヒット作に参加した。

## フィルモグラフィ
| - Butterflies（1993年） - Yuvathurki（1996年） - Chitrashalabham（1998年） - Chinthavishtayaya Shyamala（1998年） - Olympiyan Anthony Adam（1999年） - Priyamaanavale（2000年） - Irandu Per（2003年） - Millennium Stars（2000年） - Devadoothan（2000年） - Solla Marandha Kadhai（2002年） - Punnagai Poove（2003年） - Varnajalam（2004年） - Alice in Wonderland（2005年） - Thirumagan（2007年） - Ore Kadal（2007年） - Kanna（2007年） | - Guru（2007年） - Kerala Varma Pazhassi Raja（2009年） - Angadi Theru（2010年） - Avan Ivan（2011年） - Nanban（2012年） - Raja Rani（2013年） - Oru Kanniyum Moonu Kalavaanikalum（2014年） - Arima Nambi（2014年） - マッスル 踊る稲妻（2015年） - Puli（2015年） - Theri（2016年） - Remo（2016年） - マジック（2017年） - Velaikkaran（2017年） - ロボット2.0（2018年） - ビギル 勝利のホイッスル（2019年） - Ayalaan（2022年） - JAWAN/ジャワーン（2023年） - Indian 2（2024年） |